# Nicolás Córdova
Pour les articles homonymes, voir Cordova.
Nicolás Córdova, est un footballeur international chilien, né le 9 février 1979 à Talca (Chili), reconverti en entraîneur. 
Évoluant au poste de milieu de terrain, il est formé au Colo-Colo où il débute en 1997 et, avec qui il remporte le championnat du Chili en 1997 (championnat de clôture) et en 1998. Il rejoint ensuite le championnat italien et évolue notamment à l'AS Bari, à l'ACR Messine et au Brescia Calcio. Il met fin à sa carrière en février 2013.
Il compte cinq sélections pour un but inscrit en équipe nationale.

## Biographie
Nicolás Córdova débute en équipe première de Colo-Colo en 1997 et remporte avec ce club le championnat du Chili en 1997 (championnat de clôture) et 1998. Après une saison à l'Unión Española, il rejoint l'Italie et s'engage en 2001 avec l'AC Pérouse, club de Série A. L'année suivante, il rejoint les rangs du FC Crotone en Série B puis intègre en 2002 l'AS Bari avec qui il inscrit 18 buts en 73 apparitions,.
Après des passages non concluants à l'AS Livourne puis à Ascoli Calcio, il retrouve une place de titulaire à l'ACR Messine. En 2008, il s'engage avec l'US Grosseto puis, l'année suivante, signe au Parme FC mais n'effectue qu'une apparition en équipe première en Coupe d'Italie. Il rejoint en janvier 2010 Brescia Calcio où il dispute 61 matchs de championnat en deux ans et demi.
Sans club depuis la fin de son contrat à Brescia, il réalise un essai avec l'Impact de Montréal pendant sa tournée en Italie en novembre 2012. Non retenu, il met fin à sa carrière en février 2013.
Il compte cinq sélections avec l'équipe du Chili pour un but inscrit face à la France.

## Statistiques

### Buts internationaux
| 0   | Date         | Lieu                                    | Compétition  | Résultat | Adversaire | Détail | Détail        | Détail | Sél. |
| --- | ------------ | --------------------------------------- | ------------ | -------- | ---------- | ------ | ------------- | ------ | ---- |
| 1er | 10 août 2011 | Stade de la Mosson, Montpellier, France | Match amical | N 1-1    | France     | 76e    | du pied droit | 1-1    | 4e   |

## Palmarès

### Joueur
- Champion du Chili en 1997 (Clôture) et 1998 avec Colo-Colo.

### Entraîneur
- Vainqueur de la Coupe du Chili en 2017 avec le CD Santiago Wanderers.